# Travail forcé des Allemands après la Seconde Guerre mondiale

Mémorial dans le camp de transit et de libération de Moschendorf à la frontière entre l'Autriche et la Hongrie (1945-1957). L’inscription indique que c'était la porte de la liberté pour des centaines de milliers de prisonniers de guerre, des prisonniers civils et d’expulsés.

Le travail forcé des Allemands après la Seconde Guerre mondiale fait référence à l'utilisation par les Alliés de civils allemands et soldats capturés pour les travaux forcés durant les années suivant la Seconde Guerre mondiale (et dans certains cas beaucoup plus longtemps).
Le sujet de l'utilisation d’Allemands pour le travail forcé comme réparation avait été abordé lors de la conférence de Téhéran en 1943, où Joseph Staline exigea 4 000 000 de travailleurs allemands.
Le travail forcé fut également inclus dans le projet de plan Morgenthau de septembre 1944, et fut inclus dans le protocole final de la conférence de Yalta en janvier 1945, où il fut sanctionné par le premier ministre britannique Winston Churchill et le président américain Franklin D. Roosevelt.
En mars 1947, environ 4 000 000 d'Allemands étaient utilisés comme main-d’œuvre forcée.

## Europe de l'Est

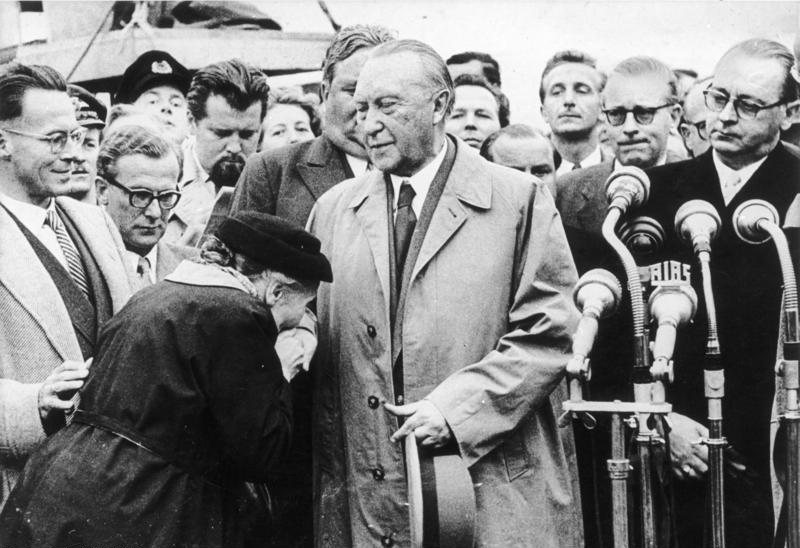
La mère d'un prisonnier remercie Konrad Adenauer à son retour de Moscou le 14 septembre 1955. Adenauer réussit à conclure les négociations sur le retour en Allemagne, à la fin de l'année, de 15000 civils et prisonniers de guerre allemands.

### Union soviétique
Le plus grand groupe de travailleurs forcés en Union soviétique se composait de plusieurs millions de prisonniers de guerre allemands. Plusieurs centaines de milliers de prisonniers de guerre avaient été transférés par les Américains aux Soviétiques qui les utilisèrent, aux côtés de prisonniers de guerre capturés par les Soviétiques et de civils allemands, comme travailleurs forcés. La plupart des survivants des prisonniers de guerre allemands des camps de travail forcé en Union soviétique furent libérés en 1953,. Le dernier rapatriement important d’Allemands d'Union soviétique eut lieu en 1956.
Les estimations de pertes de prisonniers de guerre allemands (à l'est et à l’ouest et cumulant la période de la guerre et l’après-guerre) vont de 600 000 à 1 000 000. Selon la section de la Croix-Rouge allemande s’occupant de tracer les captifs, le sort de 1 300 000 prisonniers de guerre allemand sous contrôle allié est encore inconnu ; ils sont toujours officiellement portés disparus.
La capture et le transfert de civils d’origine allemande en Union soviétique débutèrent dès que les pays comportant une minorité allemande commencèrent à être envahis en 1944. Un grand nombre de civils furent pris dans des pays comme la Roumanie, la Yougoslavie et la partie orientale de l'Allemagne. Ainsi, après Noël 1944, entre 27 000 et 30 000 Allemands de souche (âgés de 18 à 40 ans) furent envoyés de Yougoslavie en URSS. Les femmes représentaient 90 % du groupe. La plupart furent envoyées dans des camps de travail au Donbass (bassin du Donez), où 16 % d'entre elles moururent.

### Pologne
De nombreuses personnes d’origine allemande vivant à l’intérieur des frontières polonaises d'avant-guerre furent utilisées pendant des années comme travailleurs forcés avant leur expulsion dans des camps de travail, comme celui tenu par Salomon Morel. Parmi ces camps se trouvaient les camps de travail Jaworzno, de Potulice, de Lambinowice, de Zgoda et d'autres,. La loi autorisant le travail forcé (l'article 20 de la loi sur l'exclusion des éléments ennemis de la société), supprima également leurs droits à la citoyenneté polonaise et la propriété de tous les biens leur appartenant.
Les nombreux camps furent utilisés au cours du processus des expulsions pour des raisons de « réhabilitation » Reichs ou Volksdeutsche, pour décider s'ils pouvaient rester ou partir, mais en réalité, c'était un programme d'esclavagisme. Environ 200 000 Allemands de souche moururent dans les camps de concentration polonais/soviétique en Pologne.
D'autres étaient encore parmi le reste de la population, mais le gouvernement polonais avait fait plusieurs déclarations stipulant que la population allemande devrait être exploitée pour le travail forcé, devant un minimum de 60 heures de travail par semaine sans droits à pauses. Les salaires étaient insuffisants pour la survie, s’élevant généralement à 25 ou 50 % des salaires polonais.

### Tchécoslovaquie
La population germanophone des Sudètes fut, comme celle de Pologne, expulsée après la guerre. L'expulsion ne fut pas aveugle, cependant, puisque jusqu’en 1947, un grand nombre d’ouvriers qualifiés allemands étaient encore détenus. Les Allemands furent obligés de porter un brassard blanc avec la lettre « N », pour « Němec » signifiant « allemand » en tchèque pour les identifier (même les Juifs allemands devaient le porter).
Le vice-premier ministre tchèque Petr Mares avait, dans le passé[Quand ?], essayé en vain d'organiser l'indemnisation des Allemands réinstallés de force ou utilisés comme main-d'œuvre forcée après la guerre.

### Allemagne de l'Est
Beaucoup d'Allemands, dans ce qui allait devenir l'Allemagne de l'Est, furent contraints par les autorités communistes à travailler dans les mines d'uranium allemandes pour produire la majorité de la matière première du projet de bombe atomique soviétique. À partir de l'été 1946, les Soviétiques commencèrent les explorations dans l'Erzgebirge, et rouvrir les anciennes sources thermales riches en radium en septembre de la même année. Une main-d'œuvre initiale de quatre à cinq mille personnes fut créée, avec un autre contingent de 20 000 personnes appelé pour la fin de l'année. Le travail était dangereux et stressant et les Soviétiques ne faisaient aucun effort pour l'améliorer ; en conséquence, les mines se remplirent de travailleurs forcés et furent comparées à une marche de la mort et aux goulags de Kolyma.
Des quotas furent à plusieurs reprises établis et augmentés, et l’enrôlement eut lieu, sans égard pour la santé ou l'expérience du travail ; les mines se remplirent d’employés de bureau, d’artisans et d’étudiants qui n'avaient aucune expérience de l'exploitation minière. En 1948, les travailleurs furent tirés des usines et des criminels des prisons pour doter les mines en main d’œuvre, des prisonniers de guerre de retour d'Union soviétique en Allemagne y furent également assignés. Les logements peinaient à suivre le nombre de travailleurs en plein essor (dans de nombreuses régions, la population doubla entre 1946 et 1951), aggravant encore des conditions déjà difficiles. Les mines étaient considérées comme pires qu'une colonie pénitentiaire, mais étaient contrôlées directement par Moscou; les autorités locales n'étaient pas en mesure d’apporter leur aide.
Quand un supplément de 60 000 travailleurs fut appelé à l'été 1947, une vague de travailleurs potentiels s’enfuit en Allemagne de l'Ouest pour éviter les mines, y compris de nombreux citoyens qui, autrement, auraient préféré vivre en Allemagne communiste. Les travailleurs qui commencèrent en tant que volontaires furent transformés en travailleurs forcés. Dans un effort pour augmenter le nombre de travailleurs, les femmes furent de plus en plus recrutées pour les mines; de nombreuses d'entre elles, exploitées sexuellement par les gardes russes, apportèrent des maladies vénériennes ou en furent infectées. Les travailleurs qui tentaient de s'enfuir, travailleurs forcés ou volontaires, furent pourchassés et renvoyés aux mines. Finalement, les Allemands s'impliquèrent davantage dans la gestion des mines, formant une société commune avec la Russie en 1956.

## Europe occidentale

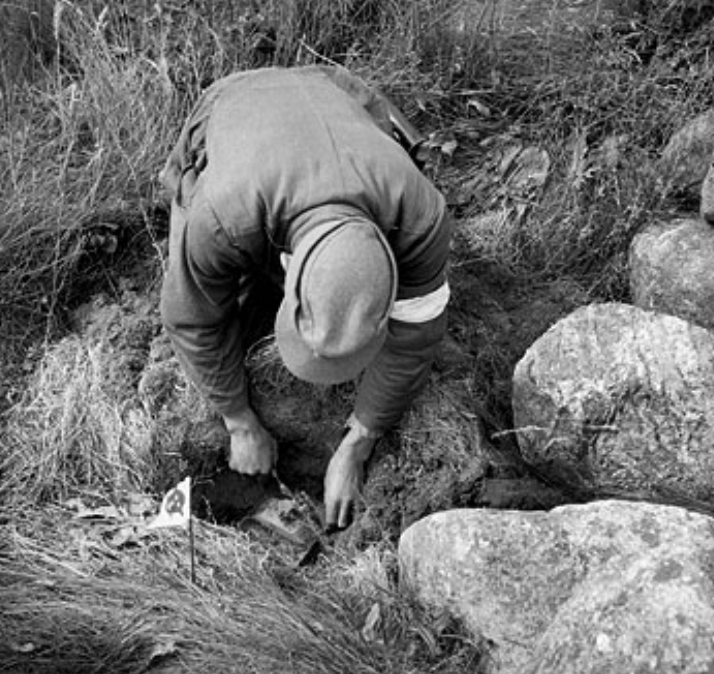
Soldat allemand déminant une mine près de Stavanger, en Norvège, août 1945.

### Contexte
Lors de la conférence de Yalta en janvier 1945, les Alliés décidèrent de l'utilisation du travail forcé allemand. Les Américains utilisèrent plus de 500 000 prisonniers de guerre allemands en Allemagne dans les Unités militaires de service du travail (Military Labor Service Units). La Grande-Bretagne utilisa 225 000 Allemands comme « travail de réparations ». En plus des 200 000 Allemands détenus par les forces françaises (et 70 000 détenus par la France en Algérie), la France demanda 1,7 million de prisonniers de guerre pour les utiliser comme travailleurs forcés. En juillet 1945, il fut promis à la France 1,3 million de prisonniers de guerre par le SHAEF. Le nombre de détenus effectivement livré est l’objet de débat, tout comme le nombre de prisonniers de guerre survivants finalement libérés par les Français.
Contrairement à l'article IV de la convention de La Haye de 1907, « Les lois et coutumes de la guerre terrestre », le manuel de contre-insurrection du SHAEF comprenait des dispositions pour le travail forcé et la prise d'otages.

### Belgique
De août 1945 à fin 1947, 62 000 prisonniers de guerre allemands furent employés à relever l'économie du pays. Ils furent affectés principalement à la relance de la production du charbon (52 150 dans les mines et 1 617 dans la forêt pour la production de bois de mine). De plus 6 227 autres POW furent utilisés dans l'agriculture, l'industrie et les carrières.
Enfin 1 560 hommes déminèrent la côte belge et la frontière hollandaise.

### France
Le général George S. Patton commenta dans son journal : « Je suis également opposé à l'envoi de prisonniers de guerre pour travailler comme esclaves dans les pays étrangers (en particulier, en France) où beaucoup mourront de faim ». Il nota également « Il est amusant de rappeler que nous avons combattu lors de la révolution pour la défense des droits de l'homme et lors de la guerre civile pour abolir l'esclavage et nous sommes maintenant revenu sur ces deux principes ». Le 12 octobre 1945, le New York Herald Tribune écrivit que les Français affamaient leurs prisonniers de guerre, et comparait leur maigreur à celle de ceux libérés du camp de concentration de Dachau.
Les prisonniers allemands furent par exemple obligés de nettoyer des champs de mines en France et aux Pays-Bas.
Selon Simon MacKenzie, « l'intérêt impitoyable et un désir de vengeance jouèrent un rôle dans le destin » de prisonniers allemands. Il prend pour exemple des détenus malades ou incapable de travailler utilisés en France et aux Pays-Bas, y compris pour des travaux très dangereux tels le déminage ; « En septembre 1945, il était estimé par les autorités françaises que deux mille prisonniers étaient mutilés et tués chaque mois dans des accidents »,.
Certains des milliers de prisonniers allemands transférés en 1945 par les États-Unis pour le travail forcé en France provenaient des camps Rheinwiesenlager, ces travailleurs forcés étaient déjà très faibles, nombre d’entre eux pesant à peine 50 kilos.
L’effectif maximum de prisonniers allemands détenus sur le territoire français fut atteint en octobre 1945 avec 750 000 Allemands alors présents. Le nombre important de prisonniers ainsi que l'état général difficile de la France à la sortie de la guerre (désorganisation administrative, économie à relancer...) sont des facteurs qui expliquent les conditions de détention, parfois très dures, des prisonniers de guerre allemands lors de l'année 1945, conditions qui s'amélioreront par la suite.
Le 13 mars 1947, les États-Unis conclurent un accord avec les Français ayant pour effet que les 450 000 prisonniers allemands restant seraient libérés, au rythme de 20 000 par mois. Ce nombre incluait les prisonniers mis à disposition par les États-Unis mais également les quelque 200 000 prisonniers que les Français avaient eux-mêmes capturés. La plupart des prisonniers étaient affectés aux travaux agricoles, à l'extraction du charbon, à la reconstruction, ou encore au déminage.
En guise de représailles pour des actes de résistance, les forces françaises d'occupation expulsèrent plus de 25 000 civils de leurs maisons. Certains de ces civils furent ensuite contraints de nettoyer des champs de mines en Alsace.
Comme au Royaume-Uni, il fut créé à partir de 1947 un statut de travailleurs libres qui permettaient aux prisonniers de guerre qui le souhaitaient de rester travailler en France sous un statut de travailleur étranger. Environ 30 000 choisirent de rester volontairement en France.

### Royaume-Uni
En 1946, le Royaume-Uni comptait plus de 400 000 prisonniers, dont certains revenaient des camps de prisonniers de guerre aux États-Unis et au Canada. Beaucoup d'entre eux furent utilisés comme travailleurs forcés, comme une forme de « réparations »,.
Les deux principales raisons de leur internement étaient une politique de rééducation (Wilton Park), et pour ceux qui n’étaient pas officiers de les utiliser comme main-d'œuvre dans l’agriculture et d’autres secteurs,. En 1946, un cinquième de l'ensemble des travaux agricoles au Royaume-Uni fut réalisée par des prisonniers allemands. Un débat public et fortement émotionnel s'ensuivit au Royaume-Uni, où des mots comme « esclaves », « travail d'esclave » et « travail forcé » furent de plus en plus utilisés dans les médias et à la Chambre des communes du Royaume-Uni. En 1947, le ministère de l'Agriculture argumenta contre le rapatriement rapide des prisonniers allemands, car ils représentaient alors 25 % de la main-d'œuvre agricole, et il voulait les utiliser également en 1948. Face aux difficultés politiques d’utiliser une main-d'œuvre étrangère gratuite, une solution de compromis fut proposée par le ministère de l'agriculture : des prisonniers allemands pourraient être autorisés à rester en Grande-Bretagne comme travailleurs libres. À la suite de différends sur le nombre d’anciens prisonniers de guerre autorisés à rester volontairement en Grande-Bretagne et sur la question de savoir s’ils devraient d'abord revenir brièvement en Allemagne avant d'être autorisés à migrer officiellement en Grande-Bretagne, environ 250 000 des prisonniers de guerre furent rapatriés à la fin de 1947, et les derniers rapatriements eurent lieu en novembre 1948. Environ 24 000 choisirent de rester volontairement en Grande-Bretagne.

### Norvège
En Norvège, le dernier enregistrement de décès, datant du 29 août 1945, montre qu'à ce moment un total de 275 soldats allemands avaient été tués lors d’opération de déminage, tandis que 392 autres avaient été mutilés. Les Allemands protestèrent contre l’obligation faite à des prisonniers de guerre de déminer en contradiction avec le droit international (article 32 de la convention de Genève). Ces protestations furent rejetées par l'affirmation que les Allemands n'étaient pas des prisonniers de guerre ; ils étaient une force désarmée, force qui s'était rendue sans conditions (« avvæpnede styrker som hadde overgitt segment betingelsesløst »). Les rapports de déminage reçus au quartier général des forces alliées le 21 juin 1945 faisaient état de 199 morts et 163 blessés allemands, de 3 blessés norvégiens et de quatre blessés britanniques. Le dernier enregistrement, du 29 août 1945 répertoriait 392 blessés et 275 morts allemands. Le déminage fut alors pour des raisons inconnues stoppé près d'un an avant de recommencer dans de meilleures conditions au cours de juin jusqu'en septembre 1946. Cette fois, beaucoup de volontaires furent attirés par un bon salaire, et le taux de mortalité était beaucoup plus faible, peut-être en partie grâce à un accord leur permettant un traitement médical dans les hôpitaux norvégiens.

### États-Unis
Les États-Unis transfèrent des prisonniers de guerre à la fois au Royaume-Uni, en France (qui en reçu 740 000 des États-Unis) et en Belgique pour y travailler à la relance économique. Pour les prisonniers détenus aux États-Unis, leur rapatriement fut également retardé le temps des récoltes.
Dans la zone d'occupation américaine en Allemagne, les civils âgés de 14 à 65 ans furent également enregistrés pour le travail obligatoire, sous peine de prison et de retrait des cartes de rationnement.

### Conclusion
La plupart des prisonniers des Américains et des Britanniques furent libérés à la fin de 1948, et la plupart de ceux en captivité en France furent libérés à la fin de 1949. L’indemnisation des Allemands utilisés pour le travail forcé après la guerre n’est, selon le Bureau de l'administration publique, (partie du ministère fédéral de l'Intérieur) plus possible. En effet, il est impossible de demander réparations en Allemagne depuis le 29 septembre 1978, en raison de la prescription.

## Procès de Nuremberg
Le juge Robert H. Jackson, procureur en chef des États-Unis dans les procès de Nuremberg, dans une lettre passant en revue les faiblesses potentielles du procès, en octobre 1945 écrivit au président américain Harry S. Truman que les Alliés eux-mêmes « ont fait ou font certaines choses mêmes pour lesquelles nous poursuivons les Allemands. Les Français violent tellement la Convention de Genève dans le traitement des prisonniers de guerre que notre devoir est de reprendre ceux qui leur avaient été envoyés. Nous poursuivons le pillage et nos alliés aussi. Nous disons qu’une guerre d'agression est un crime, et un de nos alliés affirme sa souveraineté sur les Etats baltes, souveraineté qui ne repose sur aucun titre excepté la conquête,. »
Selon les principes de Nuremberg, certains des crimes visés étaient les suivants :
- mauvais traitements, déportation d'esclave de travail ou pour tout autre but, des populations civiles dans ou vers les territoires occupés ;
- assassinats ou mauvais traitements des prisonniers de guerre, déportation et autres actes inhumains commis contre toute population civile.